# Neophoneus amandus
Neophoneus amandus là một loài ruồi trong họ Asilidae. Neophoneus amandus được Walker miêu tả năm 1849. Loài này phân bố ở vùng Tân nhiệt đới.